# Sedulius Scotus
Sedulius Scotus was een Ierse leraar, grammaticus en bijbelcommentator uit de negende eeuw. 
Sedulius wordt soms Sedulius de Jongere genoemd, om hem te onderscheiden van Coelius Sedulius, waarschijnlijk ook een Ier, de auteur van het Carmen Paschale ('Paaslied') en andere gewijde gedichten. De Ierse vorm van zijn naam is Siadhal. 
Sedulius de Jongere beleefde zijn bloeiperiode tussen 840 en 860. In totaal worden er tussen de jaren 785 en 855 zes Siadhals vermeld in de Annalen van de Vier Meesters. Een was in 721 aanwezig op een concilie te Rome en een ander, die in 828 stierf, was abt van de Abdij van Kildare.